# 마이크로소프트 스타트
마이크로소프트 스타트(Microsoft Start)는 MSN 편집자가 선택한 뉴스 헤드라인과 기사를 제공하는 뉴스 애그리게이터 웹사이트이자 모바일 앱이다. 이 앱에는 기타 잡다한 이야기와 함께 주요 뉴스, 지역 행사, 국제 행사, 정치, 돈, 기술, 엔터테인먼트, 여론, 스포츠, 범죄에 대한 섹션이 포함되어 있다. 이 앱은 안드로이드 및 iOS 기기에서만 사용할 수 있다. 다른 사용자는 웹 버전을 사용해야 한다.
마이크로소프트 스타트는 윈도우에서도 사용할 수 있는 마이크로소프트 뉴스 및 MSN의 후속 제품이다. 그러나 윈도우 11이 출시되면서 마이크로소프트는 뉴스를 윈도우 작업 표시줄에 직접 통합했다.

## 전신
마이크로소프트 뉴스(구 MSN 뉴스 및 빙 뉴스)는 마이크로소프트 스타트의 전신이다. 윈도우 폰, 윈도우 8, 윈도우 8.1 및 윈도우 10에 포함되어 있다. 마이크로소프트 스토어에서는 계속 이용할 수 있다. 이를 통해 사용자는 자신이 좋아하는 주제와 소스를 설정하고, 알림을 통해 속보 알림을 받고, 선호하는 뉴스 소스를 필터링하고, 기사를 더 쉽게 읽을 수 있도록 글꼴 크기를 변경할 수 있다. 원래 뉴스에는 RSS 피드가 포함되어 있었지만 해당 기능은 제거되었다. 마이크로소프트는 현재 사용자가 지정된 뉴스 소스만 구독하도록 허용하고 있다. 뉴스는 윈도우 10 1주년 업데이트에 도입된 라이브 타일 기능을 사용한다. 사용자가 특정 기사가 표시될 때 뉴스 시작 메뉴 타일을 클릭하면 앱이 실행될 때 앱 상단에 해당 기사에 대한 링크가 표시된다.